# Автоімунні захворювання
Автоіму́нні захво́рювання (англ. Autoimmune diseases, часто також — автоімунні порушення, англ. Autoimmune disorders) — хвороби, при яких імунітет організму мобілізується не проти сторонньої сполуки, біологічного організму (вірусів, мікроорганізмів тощо) (антигену), а проти клітин, тканин власного організму. Внаслідок вироблення автоімунних антитіл, які з'єднуються із автоантигеном і комплементом, виникає запалення.
Таким чином розвиваються автоімунні хвороби, при яких відбувається ураження тієї чи іншої системи: нервової, м'язової, ендокринної, серцево-судинної, сполучної тканини, печінки, шкіри тощо. Через це у МКХ-10 ці хвороби віднесені до різних класифікаційних груп.
До автоімунних хвороб відносять велику кількість системних хвороб сполучної тканини (зокрема ревматоїдний артрит, системний червоний вовчак, синдром Бехчета, синдром Шегрена) та інших систем організму — розсіяний склероз, кардіоміопатія, автоімунний міокардит тощо.
Схильність до автоімунних захворювань є успадкованою і контролюється системою гістосумісності (HLA).
Лікування автоімунних захворювань базується на проведенні імунодепресивної терапії з використанням глюкокортикостероїдів, імунодепресантів та елімінації (виведення) автоімунних комплексів із організму шляхом проведення плазмоферезу.
Існує альтернативна теорія виникнення автоімунних захворювань, при якій зрушення пов'язують із змінами у метаболізмі цукрів, однак більшість вчених це відкидає і дотримаються традиційних поглядів.